# Rosalind Franklin (rover)

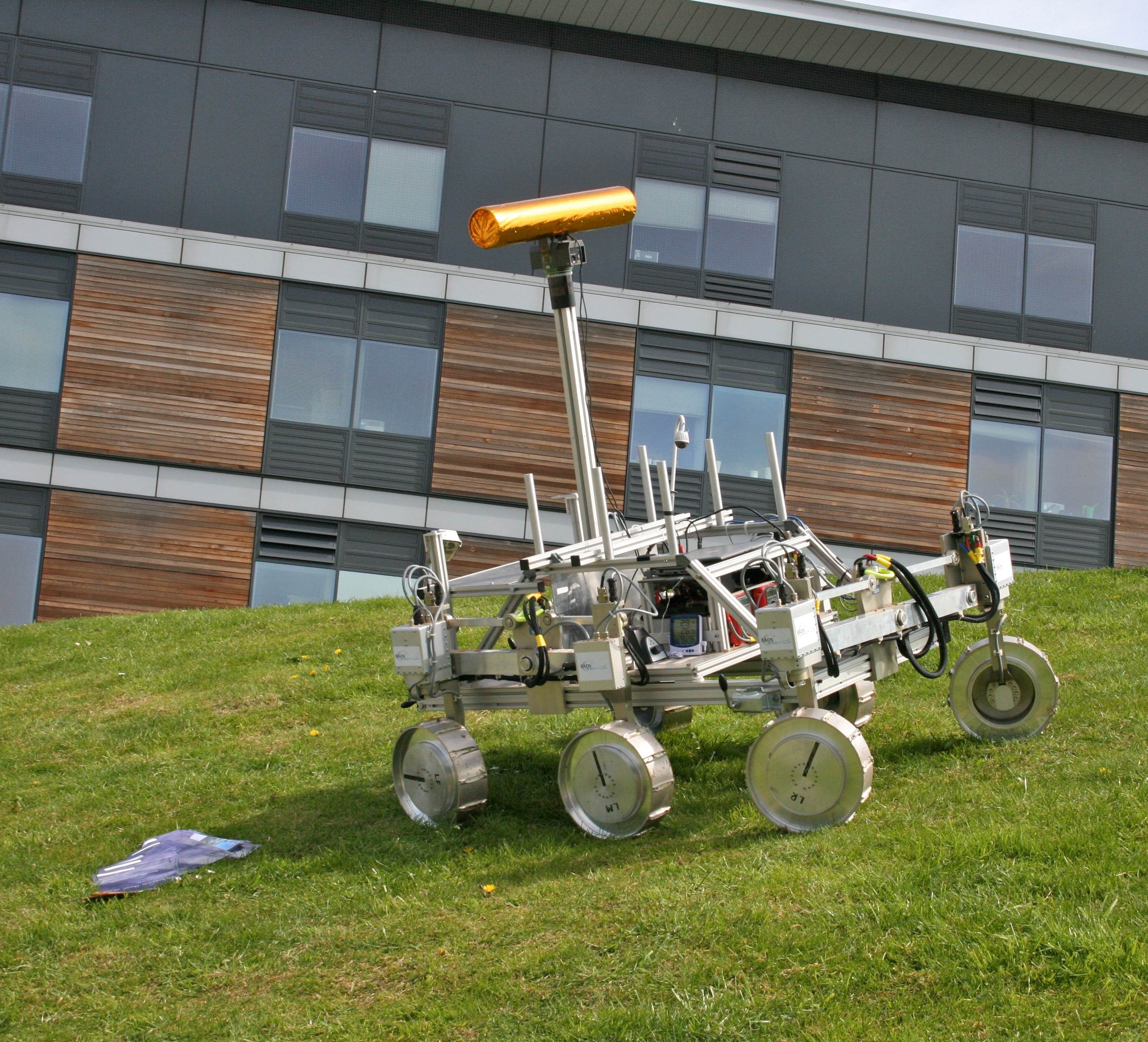
Um protótipo do rover ExoMars.

O rover ExoMars, é um rover lunar pesando cerca de 310 kg, destinado a explorar a superfície de Marte por cerca de seis meses como parte da missão ExoMars liderada pela Agência Espacial Européia com participação da Agência Espacial Federal Russa.
A missão deve consistir de um veículo de lançamento russo, um módulo de carga provido pela ESA e um lander russo que vai colocar o rover na superfície de Marte, era planejado um lançamento em 2018, depois julho de 2020. e agora é 2022. Contudo, devido à ação militar russa na Ucrânia e às sanções impostas à Moscou, é pouco provável que o rover seja lançado em 2022. Uma vez em segurança na superfície, o rover movido a energia solar começará a uma missão de sete meses (218-sol) de procurar pela existência no passado de vida em Marte. A ExoMars Trace Gas Orbiter, lançada em 2016, vai operar como satélite repetidor para o rover.